# Максимівщина (Сумський район)
Макси́мівщина — село в Україні, у Річківській сільській громаді Сумського району Сумськоі області. До 2018 орган місцевого самоврядування — Горобівська сільська рада.

## Географія
Село Максимівщина розташоване на лівому березі річки Крига, вище за течією на відстані 3 км розташоване село Річки, нижче за течією на відстані 2 км розташоване село Мар'янівка.
За 2 км пролягає автомобільний шлях Т 1908.

## Назва
На території України 2 населених пункти із назвою Максимівщина.

## Історія
- Село постраждало внаслідок геноциду українського народу, проведеного урядом СССР 1923—1933 та 1946–1947 роках.
- 12 червня 2020 року, відповідно до Розпорядження Кабінету Міністрів України № 723-р «Про визначення адміністративних центрів та затвердження територій територіальних громад Сумської області» увійшло до складу Річківської сільської громади[1].
- 19 липня 2020 року, в результаті адміністративно-територіальної реформи та ліквідації  Білопільського району, село увійшло до складу новоутвореного Сумського району[2].

## Населення
У 2001 році населення становило 75 осіб.
Станом на 2024 рік у селі проживає 5 жінок похилого віку. 

### Мова
Розподіл населення за рідною мовою за даними :
| Мова       | Кількість | Відсоток |
| ---------- | --------- | -------- |
| українська | 74        | 98.67%   |
| білоруська | 1         | 1.33%    |
| Усього     | 75        | 100%     |